# Projeto Fashion
Projeto Fashion foi um reality show brasileiro produzido pela Rede Bandeirantes com foco em design de moda, que utilizou o mesmo formato do programa estadunidense Project Runway. A atração é apresentada por Adriane Galisteu e teve seu primeiro episódio exibido em 17 de setembro de 2011, terminando em 17 de dezembro de 2011.

## Sinopse
Projeto Fashion usou uma eliminação progressiva para reduzir os participantes iniciais a apenas 3 para o desafio final. Cada desafio (exceto o desafio final) exigia que os estilistas desenvolvessem uma ou mais peças de roupas que seriam apresentadas na passarela. Os desafios variavam em diversidade criativa para testar tanto a criatividade do participante, quanto sua concepção estética pessoal. Além da competição entre os estilistas, também houve uma competição entre as modelos, pois a modelo escolhida pelo estilista vencedor do programa ganhou um ensaio em uma revista. A cada desafio os estilistas eram julgados por uma bancada de especialistas, formado pela jornalista especializada Susana Barbosa, pelos estilistas Reinaldo Lourenço e Alexandre Herchcovitch, além da própria apresentadora do programa, Adriane Galisteu, que além de julgarem também desempenhavam o papel de mentores ao darem dicas aos concorrentes.

## Jurados
- Adriane Galisteu
- Alexandre Herchcovitch
- Susana Barbosa
- Reinaldo Lourenço

## Participantes
| Participante      | Idade* | Origem              | Resultado                | Referências   |
| ----------------- | ------ | ------------------- | ------------------------ | ------------- |
| Cynthia Hayashi   | 23     | Guarulhos - SP      | Vencedora                | [ 6 ]         |
| Helena Wen[1]     | 24     | Vitória - ES        | Eliminada no episódio 14 | [ 7 ] [ 8 ]   |
| Talita Lima       | 24     | São Paulo - SP      | Eliminada no episódio 14 | [ 9 ]         |
| Acácio Mendes     | 22     | Guarapuava - PR     | Eliminado no episódio 13 | [ 10 ]        |
| Weslley Alegretti | 21     | São Paulo - SP      | Eliminado no episódio 11 | [ 11 ]        |
| Adriana Póe       | 24     | Bertioga - SP       | Eliminada no episódio 10 | [ 12 ]        |
| Raphael Ribeiro   | 25     | Belo Horizonte - MG | Eliminado no episódio 9  | [ 13 ]        |
| Luiz Pita         | 39     | Cuiabá - MT         | Eliminado no episódio 7  | [ 14 ] [ 15 ] |
| Tarcísio Almeida  | 25     | Salvador - BA       | Eliminado no episódio 6  | [ 16 ] [ 17 ] |
| Luis Serafim      | 25     | Joinville - SC      | Eliminado no episódio 3  | [ 18 ] [ 19 ] |
| Helen Salles      | 23     | São Paulo - SP      | Eliminada no episódio 2  | [ 20 ] [ 21 ] |
| Micheline Pimenta | 21     | São Paulo - SP      | Eliminada no episódio 1  | [ 22 ] [ 23 ] |

Notas: 
- 1  A participante Helena Wen foi originalmente eliminada no episódio 4, porém retornou à competição no episódio 9.

### Resultados
| Cynthia      | ALTA  | FICA  | ALTA  | ALTA  | FICA  | BAIXA | BAIXA | ALTA  | VENCE | BAIXA | VENCE | BAIXA | VENCE |  |  |  |  |  |  |  |
| Helena       | FICA  | ALTA  | ALTA  | FORA  |       |       |       | VENCE | ALTA  | ALTA  | ALTA  | ALTA  | FORA  |  |  |  |  |  |  |  |
| Talita       | ALTA  | BAIXA | VENCE | BAIXA | ALTA  | ALTA  | FICA  | VENCE | BAIXA | BAIXA | ALTA  | VENCE | FORA  |  |  |  |  |  |  |  |
| Acácio       | FICA  | VENCE | FICA  | FICA  | VENCE | BAIXA | ALTA  | ALTA  | ALTA  | VENCE | ALTA  | FORA  |       |  |  |  |  |  |  |  |
| Weslley      | BAIXA | FICA  | FICA  | BAIXA | ALTA  | ALTA  | VENCE | BAIXA | BAIXA | FORA  |       |       |       |  |  |  |  |  |  |  |
| Adriana      | FICA  | FICA  | BAIXA | FICA  | FICA  | ALTA  | BAIXA | ALTA  | FORA  |       |       |       |       |  |  |  |  |  |  |  |
| Raphael      | BAIXA | BAIXA | FICA  | VENCE | BAIXA | BAIXA | ALTA  | FORA  |       |       |       |       |       |  |  |  |  |  |  |  |
| Luiz Pita    | VENCE | FICA  | FICA  | ALTA  | BAIXA | ALTA  | FORA  | FORA  |       |       |       |       |       |  |  |  |  |  |  |  |
| Tarcísio     | FICA  | FICA  | BAIXA | FICA  | BAIXA | FORA  |       | FORA  |       |       |       |       |       |  |  |  |  |  |  |  |
| Luis Serafim | FICA  | ALTA  | FORA  |       |       |       |       | FORA  |       |       |       |       |       |  |  |  |  |  |  |  |
| Helen        | FICA  | FORA  |       |       |       |       |       | FORA  |       |       |       |       |       |  |  |  |  |  |  |  |
| Micheline    | FORA  |       |       |       |       |       |       | FORA  |       |       |       |       |       |  |  |  |  |  |  |  |

Legenda
     Fundo verde significa que o estilista venceu o Projeto Fashion.
     Fundo azul escuro significa que o estilista venceu o desafio.
     Fundo turquesa significa que o estilista teve a segunda pontuação mais alta do desafio.
     Fundo azul claro significa que o estilista teve uma das pontuações mais altas do desafio.
     Fundo branco significa que o estilista teve uma pontuação mediana no desafio.
     Fundo rosa significa que o estilista teve uma das pontuações mais baixas do desafio, mas não correu risco de eliminação.
     Fundo laranja significa que o estilista teve uma das pontuações mais baixas do desafio e correu risco de eliminação.
     Fundo vermelho significa que o estilista perdeu o desafio e foi eliminado.
*As idades listadas são da época em que o show foi filmado, em 2011.